# Hjulspindere
Hjulspindere er nok vores mest kendte gruppe af hjemlige edderkopper. Som navnet antyder, kendes de på deres karakteristiske og ofte store hjulformede spind. Korsedderkoppen er en typisk og velkendt hjulspinder, der i sensommeren og efteråret netop producerer tydeligt hjulformede spind.